# Lasionycta promulsa
Lasionycta promulsa är en fjärilsart som beskrevs av Morrison 1875. Lasionycta promulsa ingår i släktet Lasionycta och familjen nattflyn. Inga underarter finns listade i Catalogue of Life.

## Bildgalleri

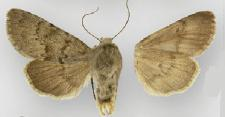
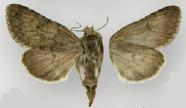